# Walter Lichtenberger (Offizier)
Walter Lichtenberger, ab 1915 Walter Ritter von Lichtenberger (* 30. September 1891 in Speyer; † 1979) war ein deutscher Offizier im Ersten und Zweiten Weltkrieg, zuletzt Oberstleutnant d. R. der Luftwaffe der Wehrmacht.

## Leben
Walter Lichtenberger war ein Sohn des Hauptmanns der Landwehr und Gutsbesitzers Georg Lichtenberger und seiner Frau Frieda, geb. Karsch.
Walter Lichtenberger besuchte in seiner Geburtsstadt ein humanistisches Gymnasium und trat am 1. Oktober 1912 als Einjährig-Freiwilliger in das 5. Feldartillerieregiment in Landau in der Pfalz ein. Im Telegraphen-Bataillon 2 wurde er am 1. Juni 1913 zum Fahnenjunker und am 1. August 1914 zum Leutnant befördert. Anschließend folgte seine Versetzung zur Funker-Ersatz-Kompanie des Telegraphen-Bataillons 2. Am 12. Oktober 1914 kam er zur neu eingerichteten bayerischen Flieger-Ersatz-Abteilung nach Oberschleißheim. Ab dem 13. November 1914 war er bei der Feld-Fliegerabteilung 6 b und kämpfte an der Westfront. Im Februar 1915 wurde er Flugzeugbeobachtungsoffizier. Nach einer Notlandung mit seinem Flugzeug am 3. Januar 1916 infolge eines technischen Defekts kam er in Kriegsgefangenschaft, aus welcher er am 14. März 1920 zurückkehrte. Am 16. September 1919 erhielt er mit Patent vom 14. Dezember 1917 die Beförderung zum Oberleutnant.
1914 war Lichtenberger mit dem Bayerischen Militärverdienstorden IV. Klasse und dem Eisernen Kreuz I. und II. Klasse ausgezeichnet worden. Am 9. September 1915 wurde er als Leutnant Ritter des Militär-Max-Joseph-Ordens, wodurch die Erhebung in den persönlichen, nicht vererbbaren Adel verbunden war. Er war damit der erste deutsche Fliegeroffizier, welcher diese Auszeichnung erhielt. Die Auszeichnung erhielt er für seinen Einsatz beim französischen Angriff auf Saarbrücken am 6. September 1915. Mit seiner Maschine griff er die zweite französische Angriffsgruppe aus acht Flugzeugen an und konnte dabei den Absturz des Geschwaderführers erreichen, woraufhin die zweite Gruppe den Angriff auf Saarbrücken abbrach.
Nach seiner Rückkehr wurde er der Abwicklungsstelle der Nachrichtentruppen zugeteilt und am 9. April 1920 demobilisiert. Zu seinem Abschied wurde er mit dem Charakter als Hauptmann ausgezeichnet.
Von Lichtenberger übernahm die Leitung des väterlichen Gutes. Ab 1928 war er im landwirtschaftlichen Genossenschaftswesen aktiv, u. a. ab Oktober 1930 als Vorsitzender der bis Januar 1933 bestehenden „Pfälzer Bauernschaft“. Er wurde einstimmig als Nachfolger für August Fühlberth gewählt und damit die Vorstandsmitglieder allesamt Nationalsozialisten. Eigentlich zu einer politischen Neutralität selbstverpflichtet, trat von Lichtenberger, der vermutlich zum 1. September 1929 der NSDAP beigetreten war (Mitgliedsnummer 151.809), als Vorsitzender der Pfälzer Bauernschaft aber immer wieder im nationalsozialistischen Kontext auf, sodass es in der Folge zu Auseinandersetzungen mit den anderen Vorstandsmitgliedern der Pfälzer Bauernschaft kam. Bis Anfang 1932 hatte von Lichtenberger aber die Bauernschaft auf einen nationalsozialistischen Kurs gebracht.
1935 wurde er Reserveoffizier der Luftwaffe. Er besuchte die Fliegerschule Braunschweig und wurde der Aufklärungsgruppe 22 in Kassel-Rothwesten zugeteilt.
Mit Kriegsbeginn kam von Lichtenberger als Bildoffizier und Major d. R. zur 2. Staffel der Fernaufklärungsgruppe 22. Später wurde er als Bildoffizier in das Kampfgeschwader 54 versetzt, wobei er in Dänemark, Norwegen und Frankreich eingesetzt wurde. Mit der Einrichtung eines Seenotdienstes wurde er Mitte April 1941 Leiter der Seenotbezirksstelle Royan an der Girondemündung. Ab Juli 1941 war er Kommandant in der Fliegerhorst-Kommandantur E 10/VII, welche er später auch führte. Die Kommandantur war unter seinem Kommando erst in Polen (Lublin) und dann in Russland (Uman). Als Oberstleutnant d. R. war er mit der Fliegerhorst-Kommandantur E 10/VII ab 25. März 1943 bei Luftgau-Kommando XVII. Vier Monate später kam er vom Flugplatz-Kommando B 28/XVII (Lille) bis Anfang Oktober 1943 zum Flieger-Ersatz-Bataillon XVII. Anschließend kam er zum Luftgau-Kommando XII. Bis Kriegsende war er auch als Fliegerhorstkommandeur u. a. in Kroatien (Sarajevo) und in Deutschland (Frankfurt am Main) eingesetzt.
Nach dem Krieg kam er in amerikanische Kriegsgefangenschaft, aus welcher er 1946 entlassen wurde. Nach seiner Rückkehr bewirtschaftete er sein Weingut „Ritter von Lichtenberger“ in Dielkirchen in der Pfalz.
Walter Ritter von Lichtenberger ist als „Nordpfälzer Persönlichkeit“ im historischen Rathaus von Alsenz mit über 70 Personen in der Galerie aufgeführt.